# Przystawka (skała)

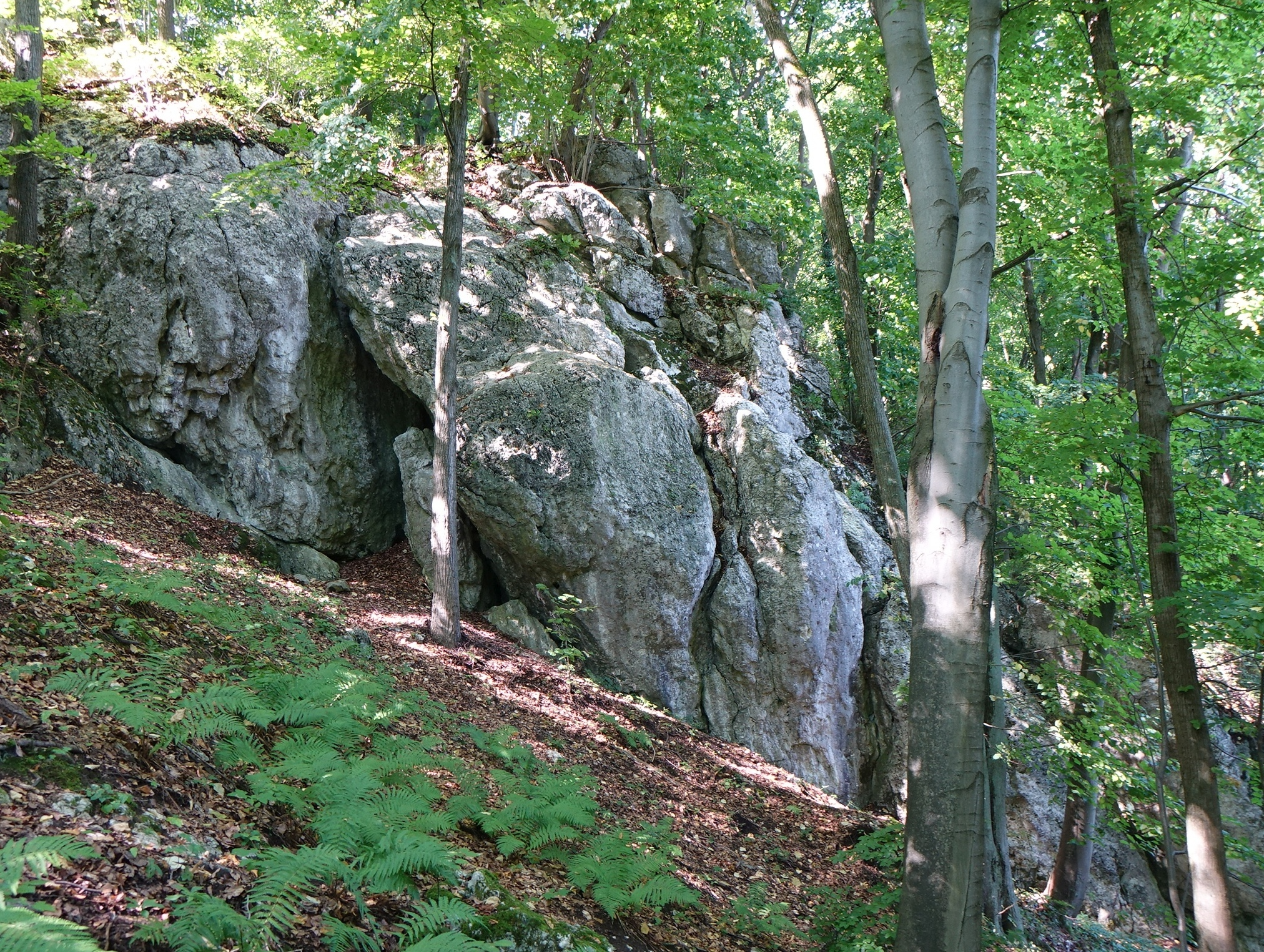

Przystawka – skała w prawych, opadających do Aleksandrówki zboczach Doliny Aleksandrowickiej we wsi Aleksandrowice w województwie małopolskim, w powiecie krakowskim, w gminie Zabierzów. Pod względem geograficznym znajduje się na Garbie Tenczyńskim wchodzącym w skład Wyżyny Krakowsko-Częstochowskiej.
Skała znajduje się w lesie przy dolnym końcu doliny, powyżej stawu rybnego. Jest to zbudowana z wapieni grzęda opadająca w dół stoku. Nazwę nadali jej wspinacze skalni. Na mapie Geoportalu brak jej nazwy, ale jest zaznaczona i opisana znajdująca się w niej Jaskinia w Wąwozie Aleksandrowickim Trzecia.
W latach 2018–2020 na górnej części Przystawki poprowadzono 4 drogi wspinaczkowe o trudności od IV+ do VI.3 w skali polskiej. Mają zamontowane punkty asekuracyjne (ringi) i stanowisko zjazdowe (st) z dwóch ringów na szczycie skały.
1. Neguła Rowaka IV+
2. Dr Zoidberg; V+, 3r + st
3. Lewa przystawka; VI.3, 3r + st
4. Prawa przystawka; VI, 3r + st[3].

W kierunku na wschód, w bliskiej odległości od Przystawki są dwie następne skały wspinaczkowe: Magiel i Kredens.